# Mpule Kwelagobe
Mpule Kwelagobe, née le 14 novembre 1979 à Gaborone au Botswana, est une top-modèle botswanaise, qui a été élue Miss Univers 1999. Elle est la première Botswanaise et première femme noire d'Afrique à recevoir le titre de Miss Univers, lors de l'élection de Miss Univers 1999.

## Biographie
Mpule Kwelagobe est diplômée en sciences politiques (économie politique internationale) de l'université Columbia, à New York. C'est la première Miss Univers originaire du Botswana, et la première Miss Botswana à participer au concours Miss Univers. Depuis qu'elle a été couronnée Miss Univers 1999, elle est devenue également une militante pour les droits des hommes à la santé, spécialement par la lutte contre le VIH/SIDA. Elle est ambassadrice de bonne volonté pour le Fonds des Nations unies (FNUAP).